# Camera dei rappresentanti (Trinidad e Tobago)
La Camera dei rappresentanti di Trinidad e Tobago (in inglese House of Representatives of Trinidad and Tobago) è la camera bassa del Parlamento di Trinidad e Tobago. Essa è affiancata dal Senato, che svolge il ruolo di camera alta.

## Composizione e poteri
L’Assemblea è composta da 41 rappresentanti, aventi mandato quinquennale. Essi rappresentano il popolo e compongono il potere legislativo del paese, esercitato appunto dall’Assemblea (che è, tra le due, la camera dominante e l’unica direttamente eletta), la quale ha, oltre al compito di legiferare, quello di nominare il Primo ministro e di redigere il bilancio statale.